# Forum mondial de lutte contre le terrorisme
 (août 2017).

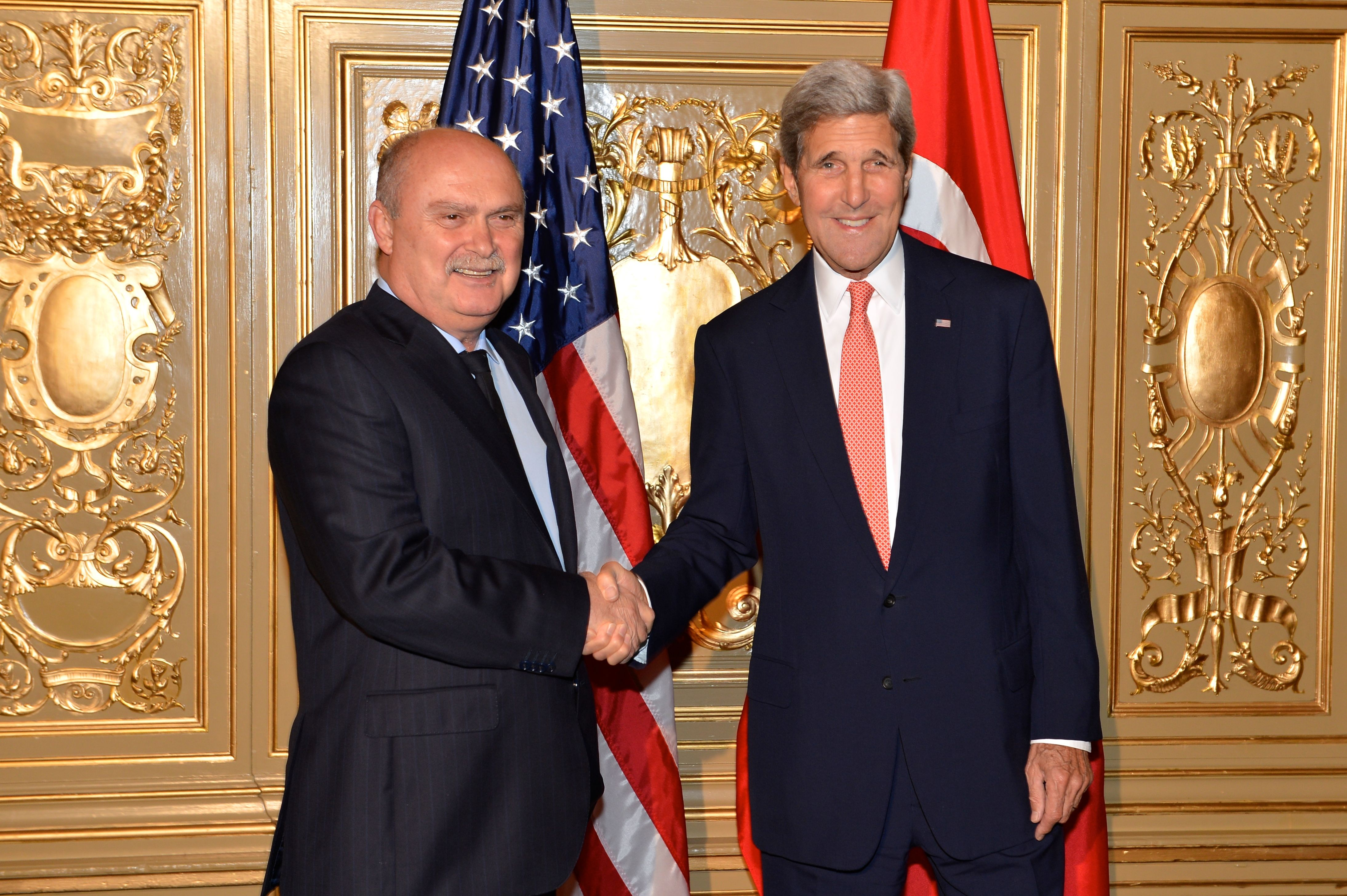
Le secrétaire d'État américain John Kerry pose avec le ministre turc des Affaires étrangères Feridun Sinirlioglu avant la réunion ministérielle du Forum mondial de lutte contre le terrorisme (GCTF) à New York, en marge de la 70e session ordinaire de l'Assemblée générale des Nations unies, 2015

Le Forum mondial de lutte contre le terrorisme (en anglais : The Global Counterterrorism Forum - GCTF) est une plateforme informelle, apolitique et multilatérale de lutte contre le terrorisme, a été créé en septembre 2011 à New York par 29 pays et l’Union européenne,.
L'objectif du GCTF est de renforcer les capacités afin de développer une approche stratégique de longue haleine pour lutter contre le terrorisme et de prévenir les idéologies de l'extrémisme violent qui le sous-tendent. La mission du GCTF est d'endiguer le recrutement de terroristes et d'accroître les capacités civiles des pays de faire face aux menaces terroristes sur leur territoire et dans leur région.

## Historique
Le Forum a été mis sur pied le 22 septembre 2011 par les ministres des Affaires étrangères représentant plusieurs dizaines de pays, peu après les attentats du 11 septembre 2001 aux États-Unis.
En 2015-2016, le Forum est présidé par les Pays-Bas et le Maroc.

## Missions et organisation
Le GCTF travaille avec ses partenaires du monde entier à la définition des besoins civils les plus urgents pour lutter efficacement contre le terrorisme, afin de mobiliser les connaissances et ressources nécessaires pour répondre à ces besoins et améliorer ainsi la coopération mondiale en matière de lutte antiterroriste.
L'un des objectifs clés du GCTF est de soutenir et de dynamiser la mise en œuvre de la Stratégie antiterroriste mondiale des Nations unies et de l'ensemble du travail des Nations unies en matière de lutte contre le terrorisme, en particulier le Plan d'action du Secrétaire général des Nations unies pour la prévention de l'extrémisme violent présenté à l'Assemblée générale des Nations unies en janvier 2016.
Ainsi, le GCTF travaille en étroite collaboration avec les instances des Nations unies et d'autres organisations internationales et régionales pertinentes, afin de renforcer, compléter et soutenir les efforts multilatéraux de lutte contre le terrorisme et l'extrémisme qui mène à la violence.
Le Comité de coordination se réunit deux fois par an. Il supervise les activités des six groupes de travail et de l'Unité administrative du Forum, et fournit une orientation stratégique sur la manière de répondre le plus efficacement possible à la menace terroriste en perpétuelle mutation.
Présidé par les deux coprésidents du GCTF, le Comité de coordination est composé de tous les membres du GCTF représentés par leur coordinateur national en matière de lutte contre le terrorisme ou par un autre haut responsable politique de la lutte contre le terrorisme.
Les activités du GCTF ont mené à l'élaboration et à l'adoption, par les membres du GCTF, de documents-cadres sous la forme de bonnes pratiques, de recommandations ou de plans d'action, qui couvrent divers thèmes importants de la lutte contre le terrorisme et l'extrémisme violent. Ces documents ne sont pas contraignants ni destinés à créer des obligations juridiques pour les gouvernements.

## Membres
Le GCTF compte 30 membres fondateurs :
- Afrique du Sud
- Algérie
- Allemagne
- Arabie saoudite
- Australie
- Canada
- Chine
- Colombie
- Danemark
- Espagne
- France
- Inde
- Indonésie
- Italie
- Japon
- Jordanie
- Maroc
- Nigeria
- Nouvelle-Zélande
- Pakistan
- Pays-Bas
- Qatar
- Royaume-Uni
- Russie
- Suisse
- Turquie
- Union européenne (UE)
- Égypte
- Émirats arabes unis
- États-Unis